# Биофармакология
Биофармакология — раздел фармакологии, который изучает физиологические эффекты, производимые веществами биологического и биотехнологического происхождения.
Существовало три причины для выделения такой группы соединений в специальный раздел фармакологии:
- подобная группа веществ обладала высокомолекулярным строением;
- они требовали высочайшего уровня научных разработок и применения высокотехнологичного оборудования для получения;
- лекарственные вещества биологического и биотехнологического происхождения требовали особого подхода к их общественному и легальному признанию.

## Биофармакология и биофармация
Ошибочно смешивать понятие биофармакологии с близким по звучанию традиционным разделом академической фармакологии — биофармацией. Последняя является областью исследования, более родственной фармакокинетике, и не имеет непосредственного отношения к лекарственным средствам биологического и биотехнологического происхождения.

## История и происхождение биофармакологии
Крупной вехой в истории биофармакологии стоит 1923 г., когда сотрудники университета Торонто (Канада), такие как Фредерик Бантинг (Frederick Banting) и Дж. Дж. Р. Маклеод (J. J. R. Macleod) получили Нобелевскую премию по физиологии и медицине за практическое получение инсулина. Важным этапом дальнейшего развития биофармакологических знаний явились успехи в промышленном получении пенициллина. Непосредственное влияние на возникновение этой науки оказали:
- успехи молекулярной биологии, генетики и органической химии высокомолекулярных соединений;
- возникновение технологий промышленного культивирования живых систем in vitro;
- возникновение технологий очищения и фракционирования промышленно полученной биомассы;
- деловые интересы промышленников и инвесторов на бирже NASDAQ к применению биологических технологий для производства новейших лекарственных средств.

Фактически, биофармакология — это плод конвергенции двух традиционных наук — биотехнологии, а именно, той её ветви, которую именуют «красной», медицинской биотехнологией, и фармакологии, ранее интересовавшейся лишь низкомолекулярными химическими веществами, в результате взаимного интереса.

## Общие сведения
Объектом биофармакологических исследований является изучение биофармацевтических препаратов, планирование их получения, организация производства. Биофармакологические лечебные средства и средства для профилактики заболеваний получают с использованием живых биологических систем, тканей организмов и их производных, с использованием средств биотехнологии, то есть лекарственные вещества биологического и биотехнологического происхождения.
Известные в настоящее время биофармакологические вещества являются исходными для получения биофармацевтических препаратов — лекарственных средств в составе семи из четырнадцати разделов Анатомо-терапевтическо-химической классификации, в том числе для лечения гематологических, эндокринных, онкологических заболеваний, заболеваний мочеполовой, костно-мышечной систем, и противомикробных препаратов. Среди них факторы крови, тромболитические агенты, гормоны, гемопоэтические факторы роста, интерфероны, интерлейкины, вакцины, моноклональные антитела, факторы некроза опухоли, терапевтические ферменты.